# Clarence Maclin

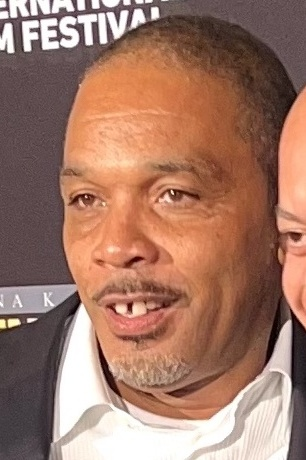
Clarence Maclin (2024)

Clarence „Divine Eye“ Maclin (* 1965/1966 in Tennessee) ist ein US-amerikanischer Filmschauspieler.

## Leben
Clarence Maclin wurde in Tennessee geboren und wuchs bei seiner alleinerziehenden Mutter auf. Im Jahr 1972, als er fünf Jahre alt war, zogen sie nach Mount Vernon in New York. Maclin verstieß gegen das Gesetz und landete als Teenager in einem Jugendheim. Später besuchte er die Mount Vernon High School und erwarb einen Associate Degree in Verhaltenspsychologie an der Mercy University.
Mit 29 Jahren wurde Maclin wegen Raubes zu 17 Jahren Haft in der Sing Sing Correctional Facility verurteilt. Während seiner Haft nahm Maclin am Programm Rehabilitation Through the Arts teil. Sein Spielfilmdebüt gab er in Sing Sing von Greg Kwedar, in dem er eine jüngere Version seiner selbst spielt.

## Auszeichnungen
African-American Film Critics Association Award
- 2024: Auszeichnung als Bester Nebendarsteller (Sing Sing)[7]

Black Film Critics Circle Award
- 2024: Auszeichnung als Bester Nebendarsteller (Sing Sing)[8]

Black Reel Award
- 2024: Auszeichnung als Bester Nachwuchsschauspieler (Sing Sing)[9]

British Academy Film Award
- 2025: Nominierung als Bester Nebendarsteller (Sing Sing)
- 2025: Nominierung für das Beste adaptierte Drehbuch (Sing Sing)[10]

Chicago Film Critics Association Award
- 2024: Auszeichnung als Vielversprechendster Schauspieler (Sing Sing)[11]

Critics’ Choice Movie Award
- 2025: Nominierung als Bester Nebendarsteller (Sing Sing)

Gotham Award
- 2024: Nominierung für die Beste Nebenrolle (Sing Sing)

Independent Spirit Award
- 2025: Nominierung als Bester Nebendarsteller (Sing Sing)[12]

Los Angeles Film Critics Association Award
- 2024: Runner-Up Beste Nebenrolle (Sing Sing)[13]

Online Film Critics Society Award
- 2025: Nominierung als Bester Nebendarsteller (Sing Sing)[14]

Oscar
- 2025: Nominierung für das Beste adaptierte Drehbuch (Sing Sing)

Santa Barbara International Film Festival
- 2025: Auszeichnung mit dem Virtuosos Award (Sing Sing)[15]

USC Libraries Scripter Award
- 2025: Nominierung für das Beste adaptierte Drehbuch (Sing Sing)[16]